# 黃純源
黃純源（？—？），清朝政治人物。
道光二十八年，接替邵錕。署任江蘇荆溪縣知縣。后由黃文涵接任。